# Sari-myeon
Sari-myeon (koreanska: 사리면) är en socken i kommunen Goesan-gun i provinsen Norra Chungcheong i den centrala delen av
Sydkorea, 100 km sydost om huvudstaden Seoul.